# ورزشگاه پوشکاش آرنا
پوشکاش آرنا یا ورزشگاه پوشکاش (مجاری: Puskás Aréna) یک ورزشگاه در ناحیهٔ زوگلو در شهر بوداپست، مجارستان است. در سال ۲۰۱۵ ساختمان قدیمی ورزشگاه فرنتس پوشکاش تخریب شد و بازسازی ورزشگاه جدید طبق برنامه‌ریزی در سال ۲۰۱۹ به پایان رسید. هر دو ورزشگاه به افتخار بازیکن نامدار سابق تیم ملی مجارستان، فرانس پوشکاش نامگذاری شده‌اند. ظرفیت این ورزشگاه ۶۷٬۸۸۹ نفر است.

## بازگشایی
در ۱۵ نوامبر ۲۰۱۹ ورزشگاه برای مسابقه فوتبال مجارستان - اروگوئه بازگشایی شد. ایدهٔ اصلی این انتخاب از سوی رهبر جامعهٔ مجارهای مونته‌ویدئو پیشنهاد شده‌بود و تمامی بلیط‌ها نیز برای بازی افتتاحیه به فروش رفتند. این بازی با نتیجهٔ ۲–۱ به سود اروگوئه تمام شد.

## نقاط عطف تاریخی ورزشگاه و بازیهای مربوط به آن
| ۱۵ نوامبر ۲۰۱۹ بازی دوستانه | مجارستان   | ۱–۲   | اروگوئه                  |                                |
| ۱۹:۰۰ CET                   | سالائی ۲۴' | گزارش | کاوانی ۱۵' · رودریگز ۲۱' | داور: دامیر اسکومینا (اسلوونی) |

جام ملت‌های اروپا ۲۰۲۰
| ۱۶ ژوئن ۲۰۲۰ |  | بازی ۱۱ |  |  |

| ۲۰ ژوئن ۲۰۲۰ |  | بازی ۲۳ |  |  |
|              |  | گزارش   |  |  |

| ۲۴ ژوئن ۲۰۲۰ |  | بازی ۳۵ |  |  |
|              |  | گزارش   |  |  |

| ۲۸ ژوئن ۲۰۲۰ | برنده تیم‌های گروه C | بازی ۴۰ | گروه‌های سوم F/E/D |  |

## نگارخانه

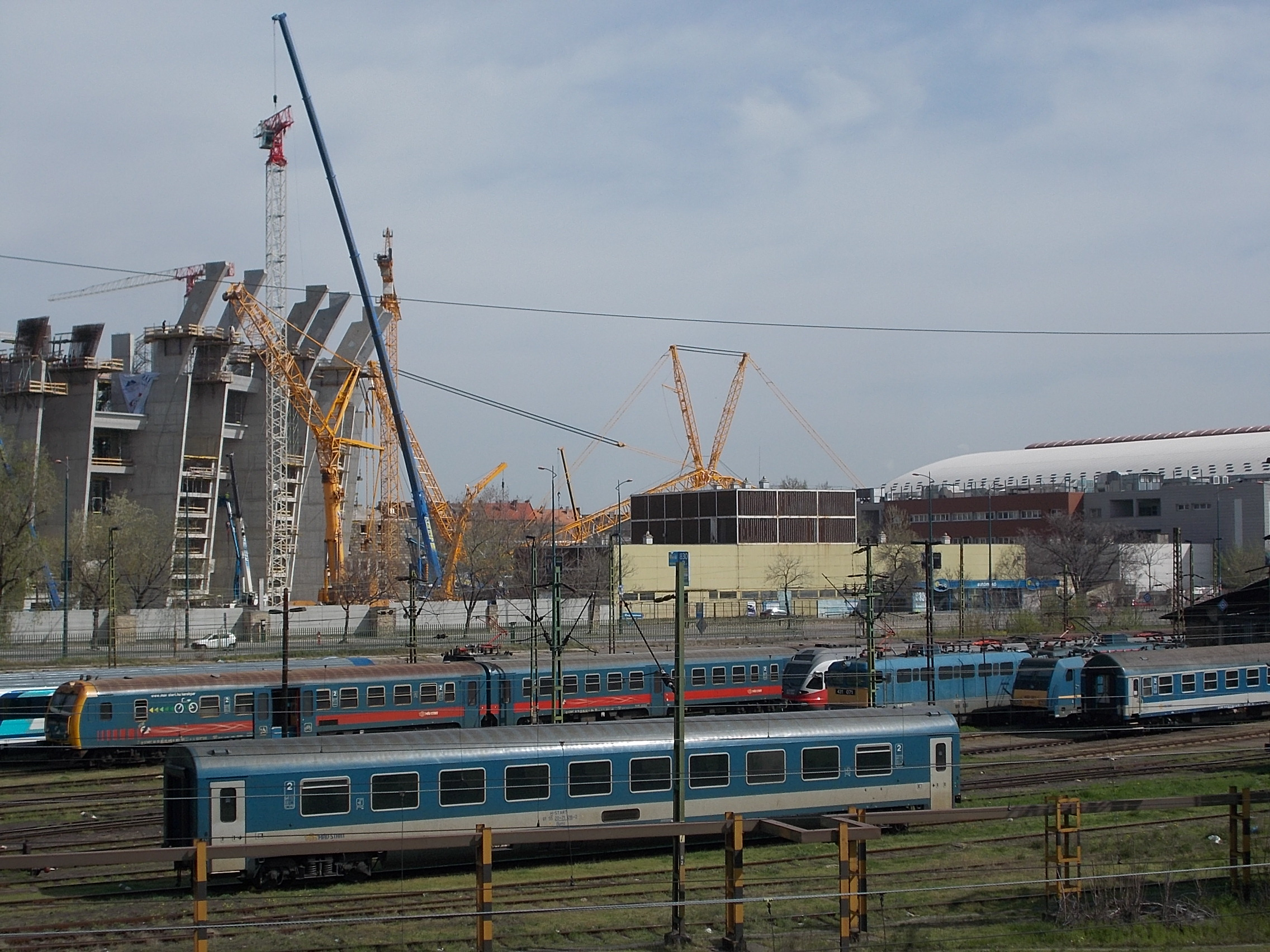
پشت ایستگاه قطار شرقی (Keleti) - از روگذر خیابان کرپشی (Kerepesi)- آوریل ۲۰۱۸
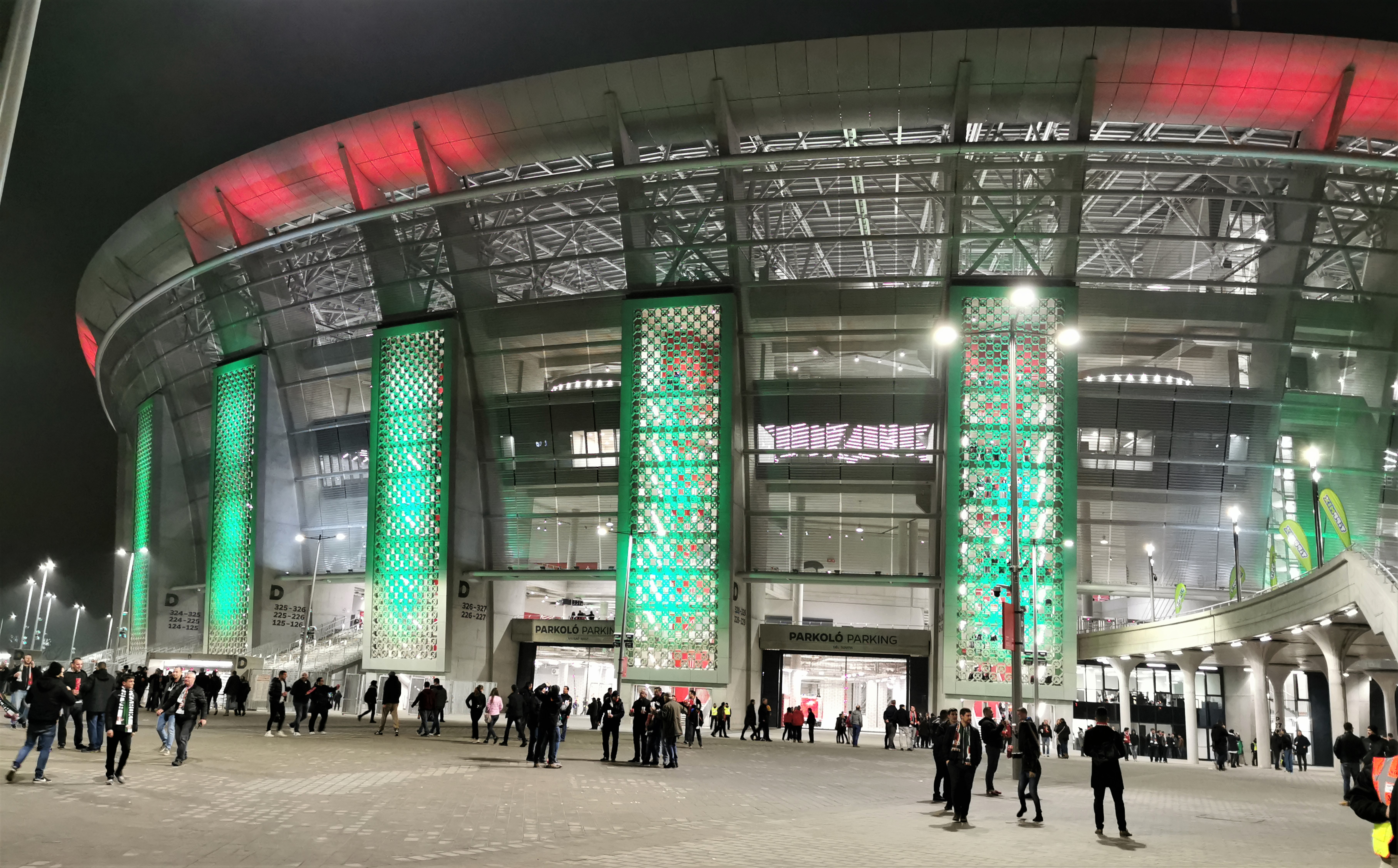
شب بازگشایی
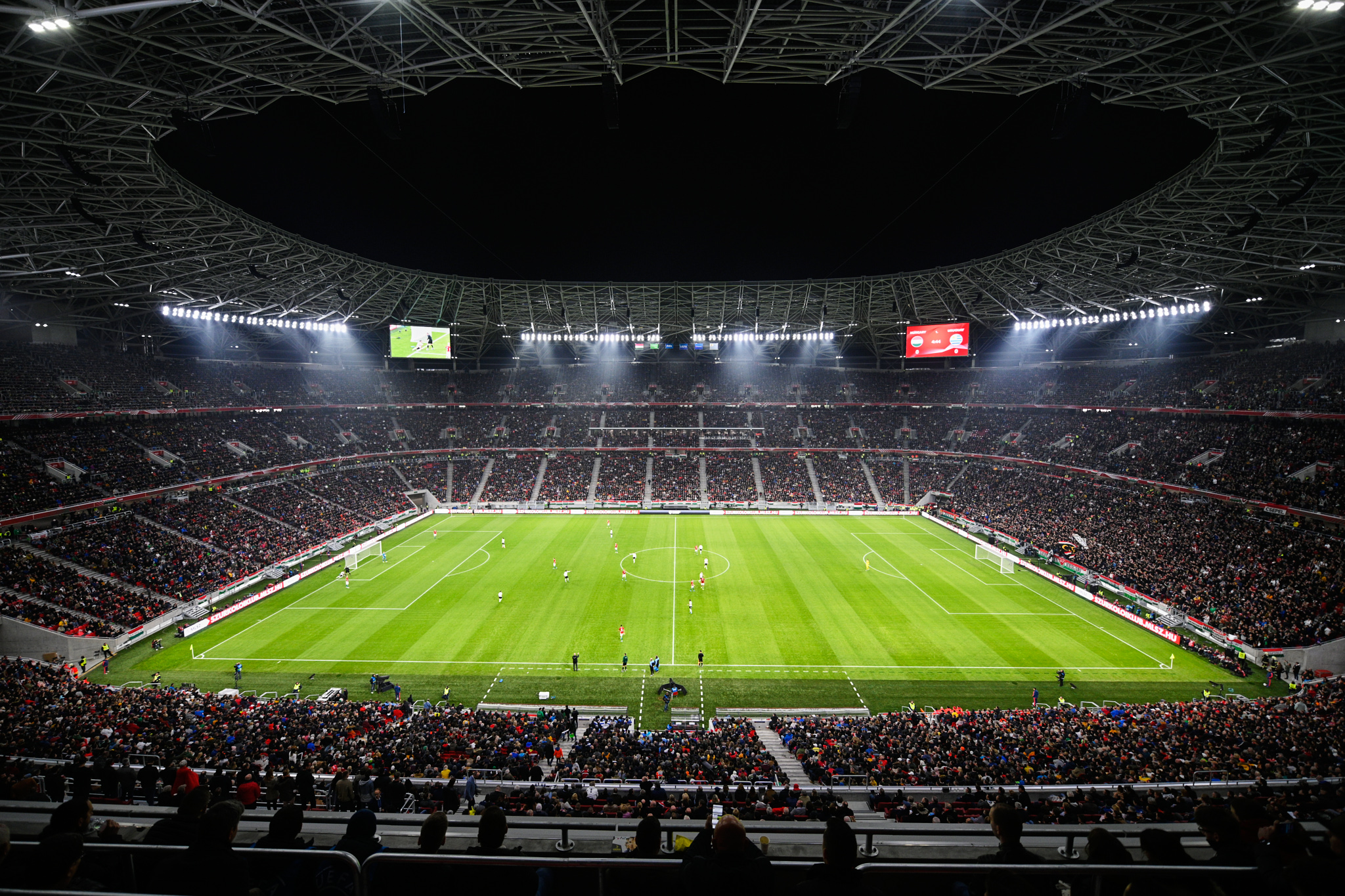
بازی افتتاحیه در مقابل اروگوئه
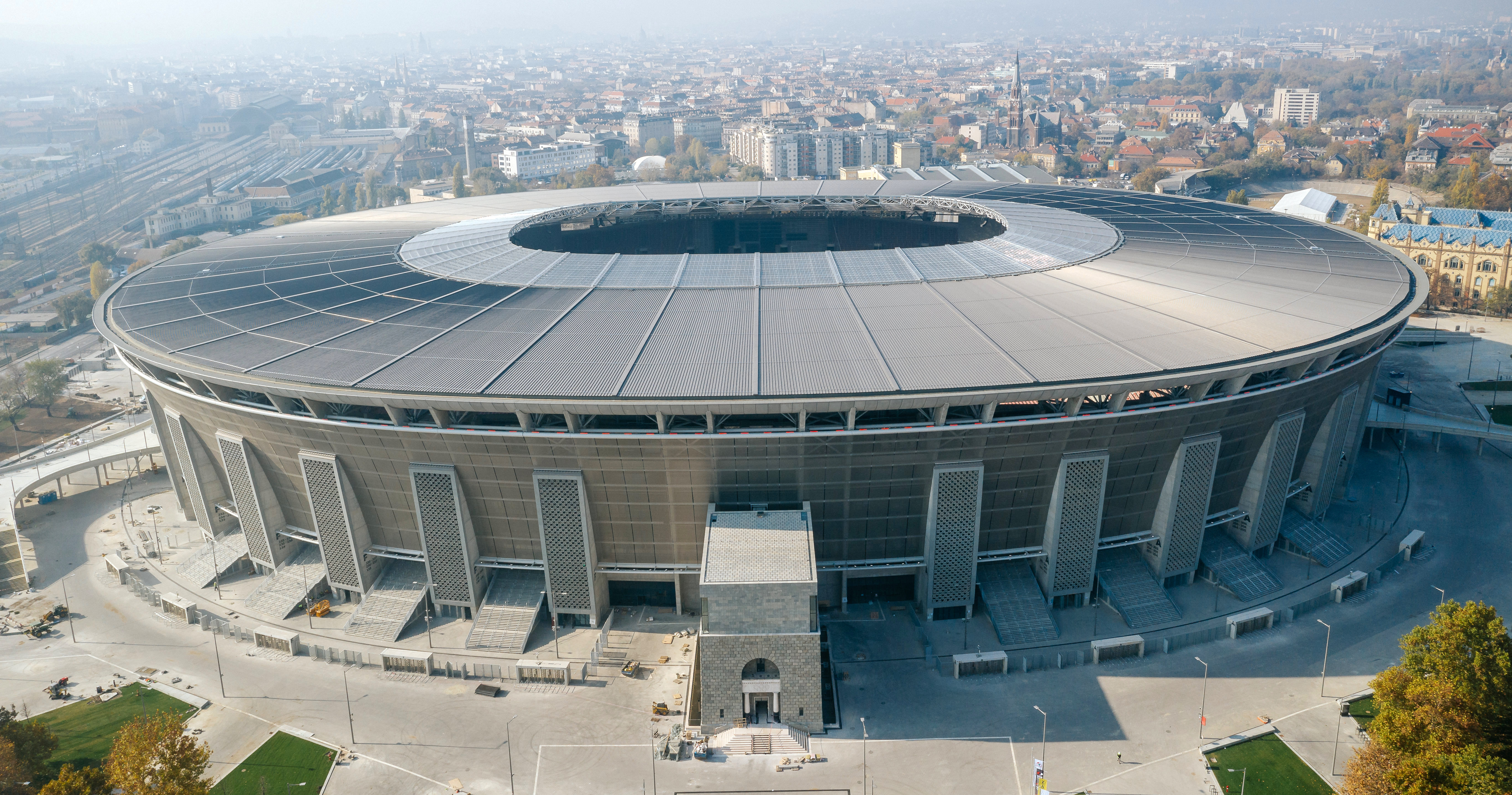
نمای هوایی از استادیوم در روزهای پایانی ساخت
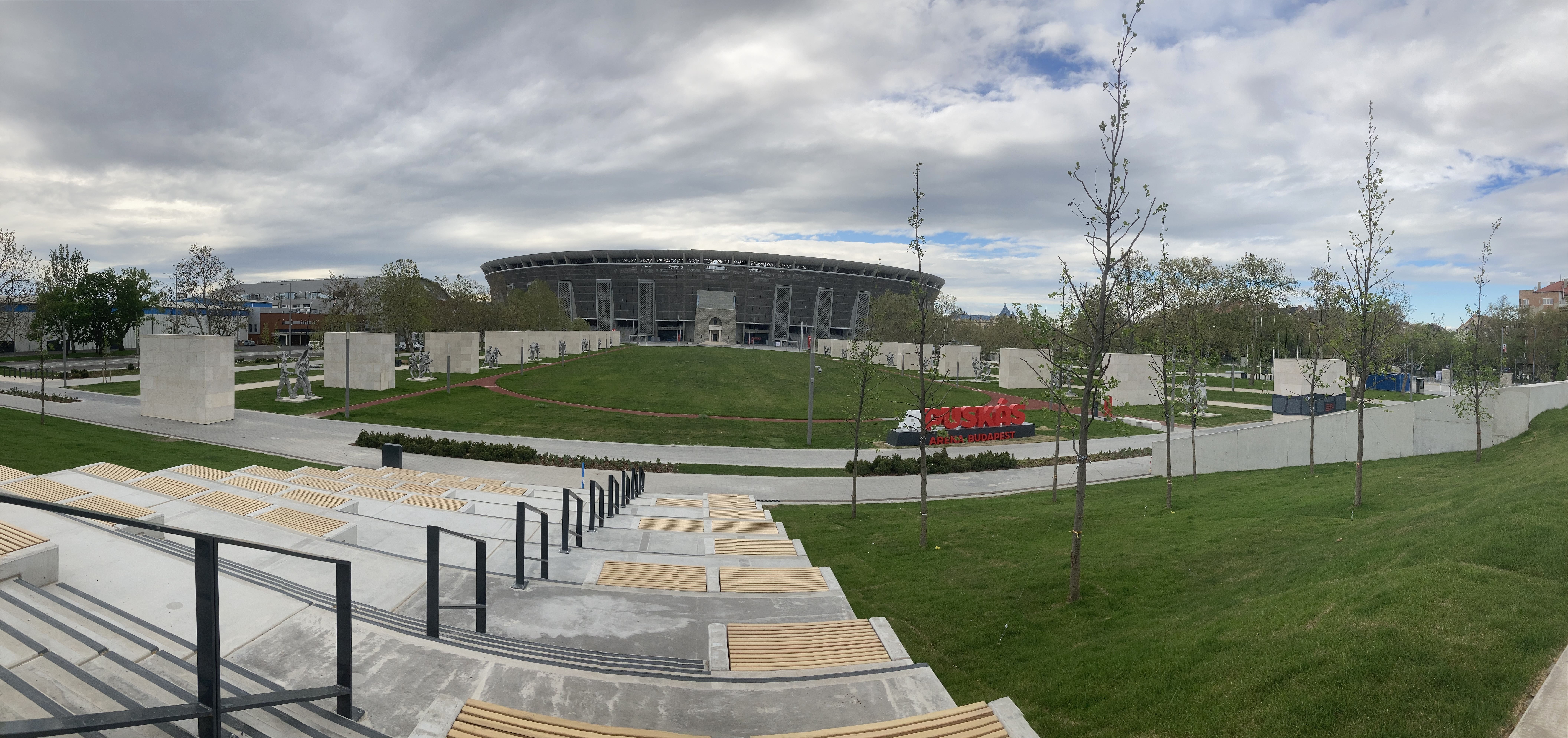
نمای بیرونی